# SARS-CoV-2
Virus corona gây hội chứng hô hấp cấp tính nặng 2, viết tắt là SARS-CoV-2 (tiếng Anh: Severe acute respiratory syndrome corona virus 2), trước đây có tên là virus corona mới 2019 (2019-nCoV) và cũng được gọi là virus corona ở người 2019 (HCoV-19 hoặc hCoV-19), là một chủng coronavirus gây ra bệnh viêm đường hô hấp cấp do virus corona 2019 (COVID-19), xuất hiện lần đầu tiên vào tháng 12 năm 2019, trong đợt bùng phát đại dịch COVID-19 ở thành phố Vũ Hán, Trung Quốc và bắt đầu lây lan nhanh chóng, sau đó trở thành một đại dịch toàn cầu. Vào ngày 12 tháng 1 năm 2020, nó được Tổ chức Y tế Thế giới gọi tên là 2019-nCoV, dựa trên một phương thức đặt tên cho virus corona mới. Đến ngày 11 tháng 2 năm 2020, Ủy ban Quốc tế về Phân loại Virus (ICTV) quyết định đặt tên chính thức cho chủng virus corona mới này là SARS-CoV-2 khi họ phân tích rằng nó cùng loài với virus SARS từng gây ra đại dịch năm 2003 nhưng là một chủng khác của loài. Virus này là một loại virus corona RNA liên kết đơn chính hiệu. Trong khoảng thời gian đầu của đại dịch COVID-19, các nhân viên nghiên cứu đã phát hiện chủng virus này sau khi họ tiến hành đo lường kiểm tra axit nucleic và dò tra trình tự bộ gen ở mẫu vật lấy từ người bệnh.
Virus corona đã biết gây ra cảm mạo cùng với các triệu chứng khá nghiêm trọng giống như Hội chứng hô hấp Trung Đông (MERS) và Hội chứng hô hấp cấp tính nghiêm trọng (SARS). SARS-CoV-2 là phân dạng của virus corona mà từ trước đây chưa bao giờ phát hiện ở trong cơ thể người.

Tháng 12 năm 2019 tới nay, thành phố Vũ Hán của tỉnh Hồ Bắc, Trung Quốc liên tục trông coi tra xét bệnh cúm trải rộng và bệnh tật tương quan, phát hiện nhiều trường hợp bệnh viêm phổi mang tính virus nổi dậy, tất cả cùng chẩn đoán là viêm phổi mang tính virus/truyền nhiễm phần phổi. Ủy ban Sức khỏe Vệ sinh Nhà nước Trung Quốc nhận định đây là bệnh truyền nhiễm loại B, chiếu theo quản lí loại A.

## Tên gọi
Trong thời gian bùng phát dịch virus corona 2019, Tổ chức Y tế Thế giới (WHO) ban đầu đề nghị sử dụng tên chỉ định tạm thời "2019-nCoV" (tiếng Anh: 2019 novel coronavirus – virus corona mới 2019) để gọi cho chủng virus này. Tuy nhiên, điều này dẫn đến một mối lo ngại, rằng việc không có tên chính thức có thể sẽ khiến việc sử dụng tên không chính thức một cách cố định và thường xuyên trong giao tiếp chung, virus này cũng thường được gọi là "virus corona mới", "virus corona Vũ Hán", "virus Vũ Hán" hoặc chỉ đơn giản là "virus corona". Theo hướng dẫn của WHO năm 2015 về việc đặt tên virus và bệnh, Ủy ban Quốc tế về Phân loại Virus (ICTV) thông báo rằng họ sẽ là cơ quan đặt tên chính thức cho các virus mới.
Ngày 11 tháng 2 năm 2020, Ủy ban Quốc tế về Phân loại Virus (ICTV) đã công bố tên "severe acute respiratory syndrome coronavirus 2" (tạm dịch "virus corona gây hội chứng hô hấp cấp tính nặng 2") và ký hiệu viết tắt là SARS-CoV-2 để ám chỉ chủng virus trước đây gọi là 2019-nCoV. Trước đó cùng ngày, WHO đã chính thức đổi tên căn bệnh do chủng virus gây ra từ "bệnh hô hấp cấp do 2019-nCoV" thành bệnh virus corona 2019 (COVID-19) (coronavirus disease 2019). Để tránh nhầm lẫn với bệnh SARS, căn bệnh trong dịch SARS năm 2003, WHO đôi khi gọi virus này là "virus COVID-19" hoặc "virus gây ra bệnh COVID-19" khi giao tiếp với công chúng.

## Virus học

### Phát sinh
Động vật được bán để làm thức ăn bị nghi ngờ là nơi chứa hoặc trung gian cho virus vì nhiều người nhiễm bệnh đầu tiên được xác định là công nhân tại Chợ bán buôn hải sản Hoa Nam, họ tiếp xúc nhiều hơn với động vật, ăn uống các thực phẩm từ động vật hoang dã. Một chợ bán động vật sống để làm thức ăn cũng bị đổ lỗi trong Dịch SARS vào năm 2003; những nơi như vậy được coi là một "vườn ươm" hoàn hảo cho mầm bệnh mới. Nhưng đó chỉ là giả thuyết của chính phủ Trung Quốc. Hiện giờ các nhà khoa học đang tiếp tục tìm kiếm.

### Truyền nhiễm
Sự lây truyền từ người sang người đã được xác nhận. Có báo cáo đã cho rằng virus lây nhiễm ngay cả trong thời gian ủ bệnh. Tuy nhiên, các quan chức tại Trung tâm kiểm soát và phòng ngừa dịch bệnh Hoa Kỳ (CDC) tuyên bố rằng họ "không có bất kỳ bằng chứng nào về việc bệnh nhân bị lây nhiễm virus trước khi khởi phát triệu chứng".
Một nhóm nghiên cứu đã ước tính hệ số sinh sản cơ bản (cũng được gọi là hệ số lây nhiễm cơ bản, {\displaystyle R_{0}}) của virus nằm trong khoảng từ 5 đến 10. Điều này có nghĩa là một người bị nhiễm virus có thể lây nhiễm cho 5 đến 10 người khác. Các nhóm nghiên cứu khác đã ước tính chỉ số sinh sản cơ bản có thể là từ 2 đến 4,5. Người ta đã xác định rằng virus có thể lây truyền dọc theo một chuỗi gồm ít nhất năm người.

### Bộ gen

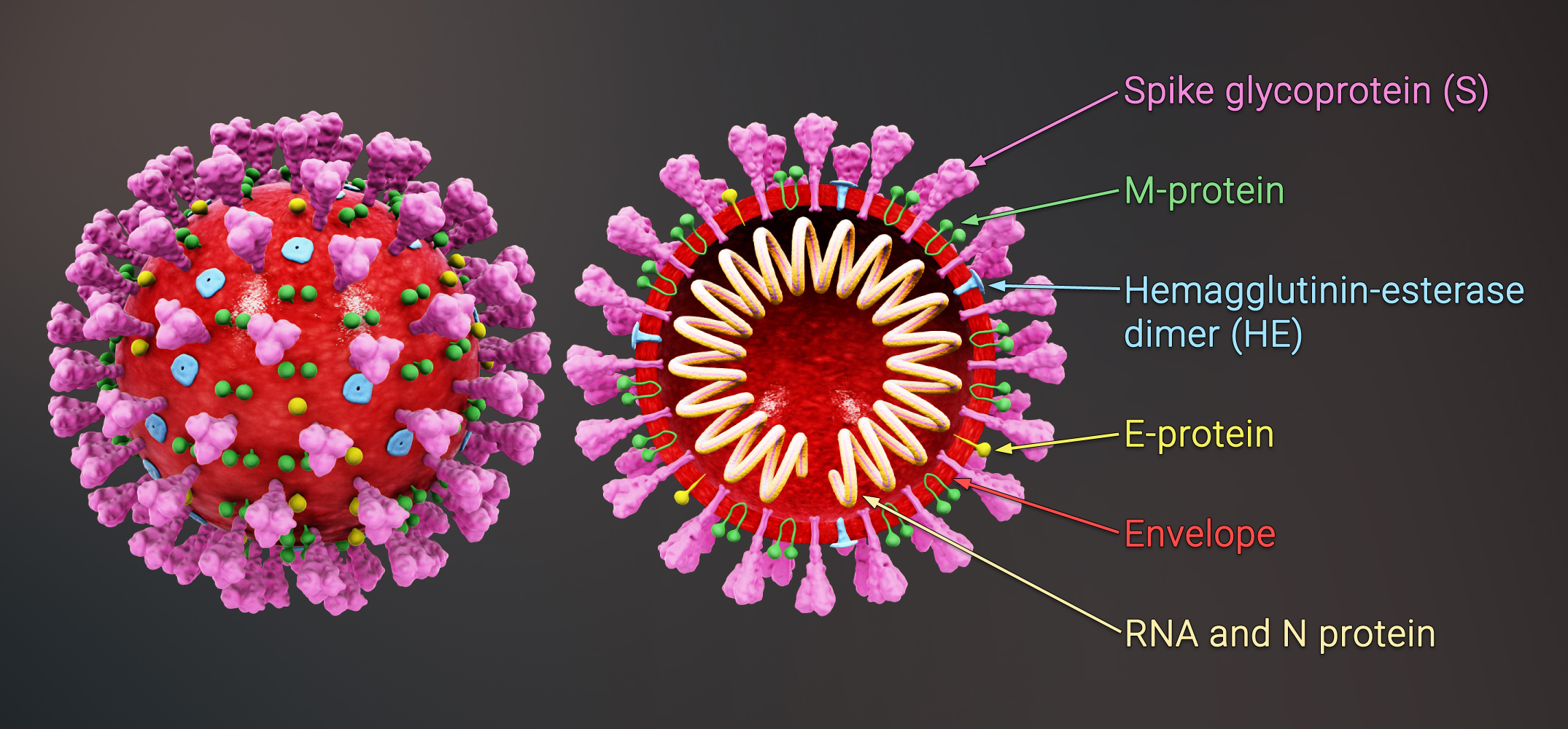
Minh họa cắt ngang của virus SARS-CoV-2 cho thấy các thành phần bên trong

Trình tự gen của chủng virus SARS-CoV-2 bao gồm một chuỗi RNA đơn gồm 29.903 nucleotide.
Về mặt tương đồng, nó là:
- 50% mã gen so với chủng virus MERS-CoV;
- 79,5% mã gen so với chủng virus SARS-CoV;
- 96% mã gen so với chủng virus Corona được phát hiện trong dơi, đặc biệt là dơi móng ngựa;
- 99% mã gen so với chủng virus Corona có trong loài Tê tê.[12] Virus Corona SARS 2 và virus Corona SARS cùng thuộc virus Corona thế hệ B (Betacoronavirus Lineage B, Sarbecovirus).[31]

Điều này cho thấy nguồn gốc của virus là ở tê tê hoặc dơi.
Nó được giải trình tự vào ngày 5 tháng 1 năm 2020 tại Đại học Phục Đán ở Thượng Hải, Trung Quốc. Năm bộ gen của virus Corona SARS 2 đã được nhanh chóng rút chiết ra, và được Trung tâm lâm sàng vệ sinh công cộng thành phố Thượng Hải, Bệnh viện Trung tâm Vũ Hán, Đại học Khoa học và Công nghệ Hoa Trung, Trung tâm kiểm soát dự phòng bệnh tật thành phố Vũ Hán, Sở Kiểm soát dự phòng bệnh truyền nhiễm thuộc Trung tâm kiểm soát dự phòng bệnh tật Trung Quốc và Đại học Sydney tuyên bố ở trên trang mạng Virological. Năm bộ gen của virus lần lượt là BetaCoV/Wuhan/IVDC-HB-01/2019, BetaCoV/Wuhan IVDC-HB-04/2020, BetaCoV/Wuhan/IVDC-HB-05/2019, BetaCoV/Wuhan/WIV04/2019, BetaCoV/Wuhan/IPBCAMS-WH-01/2019 và BetaCoV/Wuhan/WIV05/2020. Chiều dài trình tự RNA của nó khoảng chừng là 32.000 nucleotide.

## Dịch tễ học
Vụ nhiễm virus đầu tiên được biết đến ở người xảy ra vào ngày 31 tháng 12 năm 2019. Đồng hồ phân tử cũng cho thấy ngày bắt đầu tương tự, hoặc sớm hơn một chút.
Một đợt bùng phát dịch bệnh do virus SARS-CoV-2 đã được phát hiện lần đầu tiên tại thành phố Vũ Hán của Trung Quốc, vào khoảng đầu tháng 1 năm 2020. Sau đó, virus này đã lan sang các tỉnh khác của Trung Quốc đại lục và các quốc gia khác, bao gồm Thái Lan, Nhật Bản, Đài Loan, Hàn Quốc, Úc,  Pháp, Hoa Kỳ và Việt Nam.
Sự lây lan từ người sang người đã được xác nhận tại Quảng Đông, Trung Quốc, vào ngày 20 tháng 1 năm 2020.
Tính đến ngày 28 tháng 2  năm 2020, toàn thế giới đã có hơn 83.000 trường hợp nhiễm bệnh được xác nhận, 2.872 người tử vong, 36.731 người đã được chữa khỏi. Các ca bệnh bên ngoài Trung Quốc đã có mặt ở 57 quốc gia và vùng lãnh thổ trên thế giới. Dịch đang có dấu hiệu bùng phát mạnh bên ngoài Trung Quốc đại lục, tại các quốc gia như Hàn Quốc, Nhật Bản, Iran và Ý. Tính đến ngày 25 tháng 4  năm 2020, toàn thế giới đã có gần 2.900.000 trường hợp nhiễm bệnh được xác nhận, khoảng 199.000 người tử vong. Tính đến ngày 31 tháng 12 năm 2020, toàn thế giới đã có hơn 82.835.563 trường hợp nhiễm bệnh được xác nhận, 1.807.638 người tử vong, 444.437 người đã được chữa khỏi. Các ca bệnh bên ngoài Trung Quốc cho đến nay đã có mặt ở 215 quốc gia và vùng lãnh thổ

## Viêm phổi

### Triệu chứng

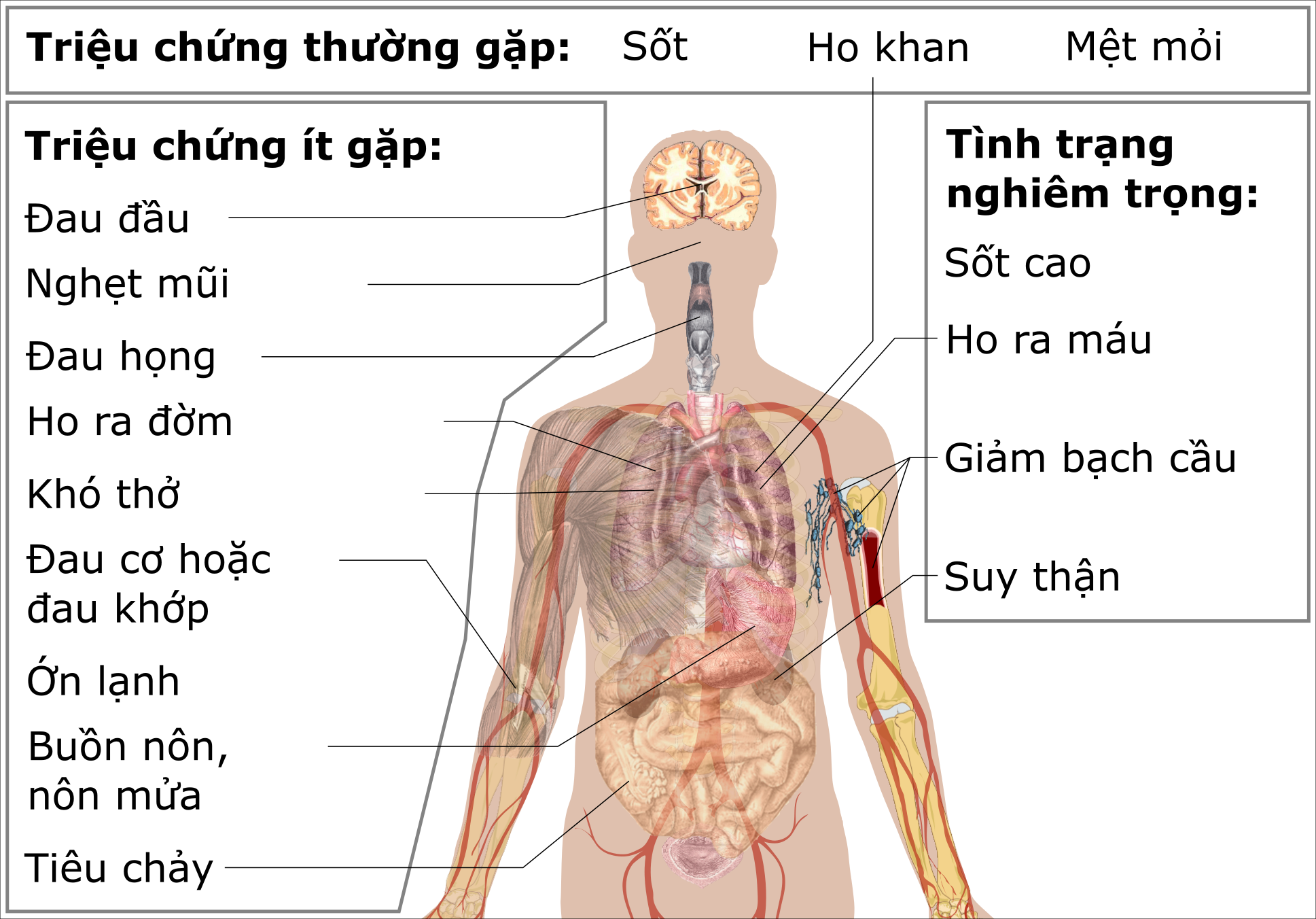
Các triệu chứng bệnh viêm phổi gây ra bởi 2019-nCoV.

Các triệu chứng được báo cáo gồm sốt trong 90% trường hợp mắc bệnh, mệt mỏi và ho khan trong 80% trường hợp, 20% bị khó thở và suy hô hấp chiếm 15%. X-quang ngực đã tiết lộ các dấu hiệu ở cả hai phổi. Dấu hiệu sống nhìn chung là ổn định vào thời điểm nhập viện của những bệnh nhân. Các xét nghiệm máu thường cho thấy số lượng bạch cầu thấp (giảm bạch cầu và giảm bạch cầu lympho).

### Phòng tránh
Làm tốt việc bảo vệ bản thân bao gồm: giữ gìn vệ sinh tay và đường hô hấp cơ bản (không sờ tay lên mắt, mũi, miệng), kiên trì thói quen ăn uống an toàn, làm hết sức khả năng tránh khỏi tiếp xúc thân mật với bất kì người nào có biểu hiện bệnh về đường hô hấp (như ho và hắt hơi). Đường hô hấp dễ tổn thương khi lạnh, do đó trong thực hành y học dân tộc người ta dùng gừng, trà gừng giữ ấm họng và cổ. Tổ chức Y tế Thế giới (WHO) có đề cập đến Dexamethasone dùng phòng bệnh, và phục hồi cho bệnh nhân Covid-19, loại thuốc này cũng rất thông dụng ở Việt Nam, hiện đang được dùng để chống viêm nhiễm, chống dị ứng và giảm đau... có tên thương mại là Dexazone.

### Điều trị
Hiện tại chưa có phương pháp chữa bệnh đặc biệt đối với virus Corona kiểu mới gây ra. Tuy nhiên rất nhiều chứng trạng có thể xử lí được, do đó cần tình huống lâm sàng của người bệnh để tiến hành chữa bệnh. Việc chăm sóc giúp đỡ với người bệnh có thể vô cùng hiệu quả.
Trong khoảng thời gian tình hình dịch bệnh viêm phổi Vũ Hán bùng phát vẫn không có phương pháp chữa bệnh cụ thể nhắm vào virus mới đó, nhưng có thể sử dụng thuốc kháng virus đã có để tiến hành chữa bệnh, như indinavir, saquinavir, remdesivir, lopinavir/ritonavir và interferon beta.

## Nghiên cứu vắc-xin
Vào tháng 1 năm 2020, một số tổ chức và viện nghiên cứu đã bắt đầu làm việc để tạo ra vắc-xin cho vi rút corona Vũ Hán dựa trên bộ gen được công bố. Viện Y tế Quốc gia Hoa Kỳ (NIH) hy vọng có thể thử nghiệm vắc-xin 2019-nCoV cho người vào tháng 4 năm 2020. Tại Việt Nam, Công ty TNHH Một Thành viên Vắc xin và Sinh phẩm số 1 (Vabiotech), Viện Vệ sinh Dịch tễ Trung ương và Viện Đào tạo Y học dự phòng và Y tế công cộng bắt tay vào nghiên cứu ứng phó nhanh với dịch viêm đường hô hấp cấp do chủng mới của virus corona (COVID-19) từ ngày 20 tháng 2 năm 2020. Cần 3 - 6 tháng để tìm nguyên liệu, 3 tháng để thử nghiệm trên động vật. Bây giờ, Nga đã công bố vaccin COVID-19 thử nghiệm thành công và đã có hơn 1 tỷ lượt đặt hàng.

## Thư viện ảnh
Hình ảnh màu vi mô kỹ thuật số của SARS-CoV-2
- SARS-CoV-2 (màu vàng) nổi lên từ tế bào người
- Virion với corona có thể nhìn thấy
- SARS-CoV-2 (màu vàng) nổi lên từ tế bào người

Nguồn: Phòng thí nghiệm Rocky Mountain (RML), Hoa Kỳ Viện dị ứng và bệnh truyền nhiễm quốc gia (NIAID)